# 莫克雷茨 (沃倫州)
51°1′11″N 24°23′53″E / 51.01972°N 24.39806°E
莫克雷茨（烏克蘭語：Мокрець），是烏克蘭西部沃倫州科韋利區的村落，隸屬圖里斯克市鎮，距離科韋利約33公里，距離盧茨克約89公里，始建於1545年，面積3.11平方公里，海拔高度196米，2001年人口728，人口密度每平方公里233.93人。